# Šabtaj Cvi
Šabtaj Cvi (hebr. שַׁבְּתַאי צְבִי Shabbetai Tzvi, tur. Sabetay Sevi; 1. avgust 1626, Izmir — 17. septembar 1676) bio je sefardski rabin i osnivač jevrejske sabatarijanske sekte, koji je u svojoj četrdesetoj godini pod prisilom Sultana Mehmeda IV primio islam, zajedno sa oko 300 porodica svojih sledbenika, iako ga nikada nije praktikovao. Navodno zbog svoje lojalnosti judaizmu i neprihvatanju islama, proteran je u Ulcinj, za tadašnje pojmove najudaljeniji grad Osmanskog carstva. U Islamu preuzeo je ime Mehmet Efendi.
Umro je u Ulcinju (17. septembar 1676), ostavivši za sobom sledbenike Šabetijanstva.

## Biografija

#### Mladost
Rođen je u Smirni (danas Izimir) 1. avgusta 1626. godine, porodici koja se je preselila iz Patrasa. Porodica verski nije pripadala niti Sefardima, niti Aškenazima, nego manjoj grupi carigradskih Jevreja — Romanioti, koji su se tamo naselili za vreme istorijskih migracija (progoni iz Vavilonije, Rimskog carstva, Seleukidskog carstva). Otac Mordehaj je bio trgovac živinom i imao je dobre veze širom Evrope. Dva njegova brata su takođe postala trgovca, dok je Šabataj studirao Ješivu i Talmud od izmirskih rabina. Njegov učitelj je bio kabalist i rabin Josif Eskapa. Kad je napunio 16 godina počeo je svoj asketski način života i studirao knjigu Zogar i tradiciju lurijske kabale (nazvane po rabinu Izaku Luriji).
Šabtaj Cvi je verovao da je asketski način života, sa znanjem kabale, dovoljan za komunikaciju sa Bogom u anđelima, da time predvidi budućnost i raditi čuda.

#### Smirna
Dok je bio mlad kod sebe je već imao mladi krug istomišljenika, sa kima su studirali Talmud, molili, meditirali i zajedno se kupali. Do svoje 20 godine oženio se dva puta, ali su se žene zbog njegovog asketizma vratile roditeljima. Za njegovo vreme jevrejski narod je mnogo propatio or more, naročito sa pogromima Bogdana Hmeljnickog (1648—1654), nakon uspešnog ustanka Kozaka protiv Poljsko-litvanske države. Neki hrišćani su tada čekali apokalipsu, kada bi trebalo nastupiti Peto Kraljevstvo i prelazak Hristove vlasti u ruke sveca; Jevreji bi se tada vratili iz egzila (povratak Jevrejske dijaspore u Palestinu) i sa hrišćanima slili se u jednu veru.
Još za vreme mladosti postao je samouveličan i dobio viziju, sebe kao spasioca Izraela. 1648. o tome je govorio u svom krugu sledbenika, ali u tome nije dobio nikakve podrške, zbog skandala oterali su ga iz opštine Smirna, preselio se je u Solun, ali bio oteran i odatle.

#### Inspiracija Abrahama Jahina
U Carigradu, 1653. godine, zbližio se je sa propovednikom Abrahamom Jahinom, koji ga je podržao u njegovim mesijanskim pretenzijama, pogotovo zbog neprevaziđenih oratorskih sposobnosti. Priznanje Šabetaju je dao 1655. godine u Carigradu. Nakon Carigrada dobije dozvolu vlasti da otputuje u Egipat (tada takođe deo Osmanskog carstva).
Poremećaje koje je iskusio Šabetaj Cvi su podsećali na manično-depresivnu psihozu — bipolarni poremećaj (poremećaj raspoloženja karakterisan ponovljenim epizodama povišenog raspoloženja, povećane energije i aktivnosti (manija ili hipomanija) i depresije). Taj poremećaj su neki shvatili kao Božiji pridah. Na putu do Egipata prošao je mnoge jevrejske zajednice, a najbolje su ga prihvatili u samom Egiptu.

#### Žena Sara
Tu se je prvi put udao sa Jevrejkom iz Državne zajednice Poljske i Litvanije (verovatno Malorusija), sirotinjom Sarom, koja je postala siročad za vreme kozačkog ustanka Bogdana Hmeljnickog. Sara je sa šest godina išla u starateljstvo hrišćanskoj porodici. Nakon deset godina pobegla je u Amsterdam. Nakon nekoliko godina ide u italijanski Livorno, gde se (prema nekima), bavila prostitucijom. Sari se je u Livornu desio prikaz, da če postati žena Mesije, koji će se tek pojaviti.
Kada je saznala o Mesiji pošla je dalje u Egipat, gde je tada bio Šabetaj Cvi. Šabetaj se je tada nalazio u Kairu i kad je saznao o Sari, otpravio je do nje kurira-misiju, koja ju je dovela do njega. Protivnici Šabetaja su govorili da je reč o bludnici (prostitutka). Šabetaj je nad Sarom izveo očišćenje, nakon toga Sara je godinama bila verna pratilja njegove sekte Sabatijanstva. Sara je, kao lepa žena, pripomogla utjecaju Šabetaja Cevija, uprkos zlim glasima o njenoj prošlosti. Kod ove situacije je pomogla i biblijska prića o jevrejskom proroku Osiji, koji se je oženio sa prostitutkom.

#### InspiracijaNatana iz Gaze
Posle Kaira otpravio se je u Gazu, do mladoga rabina i iscelitelja Natana iz Gaze. Natan iz Gaze je i prije toga imao videnja, a posle saznanja sa Šabetajem Cvijem odma je poverovao u njegovo mesijanstvo, rećima da njemu lečenje nije potrebno (Šabetaj je tražio kod Natana lek za njegov bipolarni poremećaj). Natan je tada stao ideologom Sabatijanstva, koji je širio učenje i uticaj njihove sekte. Natan je podržao Šabetaja u tom mesijanstvu i obavestio jevrejske zajednice da ga priznaju kao Mesiju.
Dana 31. maja 1665. (hebrejski kalendar 17. Sivana 5425) Šabetaj Cvi je u Gazi sebe zvanično proglasio Mesijom.

#### Uspon mesijanskog pokreta
Vest o novoj mesiji se je kod Jevreja brzo raširila, naročito zbog širenja mesijanstva Natana iz Gaze. To je izazvalo i komešanje širom jevrejskih zajednica po svetu. U narodu se širila vest da če se Mesija vratiti na sam Sion. Po Novom zavetu (Biblija) Sionska gora je mesto iskupljenih ljudi i simbol novog spasenja.
Iz Gaze, Šabetaj je trijumfalno ušao u Jerusalim, sa društvom 12 sledbenika, gde ga je sa oduševljenjem pozdravila jevrejska zajednica. Jevrejski rabini nisu bili tako doumljivi na novog Mesiju i gledali su na njega sa nepoverenjem. Štaviše, žalili su se turskim vlastima da Šabetaj Cvi, novi Mesija, deluje protiv sultana, Islama i hteli su ga proterati iz grada.
Naredna stanica Šabetaja je bio Carigrad, gde se je hteo sresti sa sultanom Mehmedom IV. Na putu je prolazio kroz gradove Safed, Damask, Alepo i Smirnu. Na putu su ga oduševljeno, kao Mesiju, pozdravljale jevrejske zajednice, posebno u gradu Alep. Opet se je nastanio u Smirni, gde su ga jevrejski lideri gledali nezadovoljstvom. Ipak neslogu je uspeo da ukloni.
Na jevrejsku novu godinu, u sinagogi, u Smirni, kod zvuka rogova, na oduševljenje naroda, Šabetaj je oznanio o sebi kao Mesiji. U subotu 12. decembra 1665 protivnici Šabetaja (sa odvažnim rabinima) zatvore se u sefardsku sinagogu, u strahu od odmazde Sabatijanskih pristalica.
Dan ranije pristalice su napale bogatog meštanina, Hajima Penju, kome su kamenjem razbili kuću, gonjenje su prestali tokom noći, zbog nadolazeće subote (Šabat, jevrejski praznik). Dan kasnije Hajim Penja je pobegao u sinagogu. Šabetaj Cvi je tako, u subotu, tražio od rabina, zatvorenih u sinagogu, da predaju nevernika, dok je napolju čekala rulja spremna za obračun, iako je bila subota (Šabat), dan kada se Jevreji vesele i odmaraju (neradni dan). Rulja je ipak napala sinagogu, slomila dveri i prekinula subotnju molitvu u sinagogi. Hajim je u međuvremenu utekao skrivenim predorom, i umesto rasprave, Šabetaj je u sinagogi počeo da pjeva uzvišenim tonom, pozdravio rabine i kasnije pevao dugu pripoved o kabali. Taj čin je imao velik značaj ka popularnosti Sabatijanstva. Za vreme praznika, lažni Mesija je dodelio (čak i svojim nepristalicama) zvanje kralja u 26 stranica sveta. I sami rabini sinagoge u Smirni su dobili visoke pozicije i zvanja. Svaki novopostavljeni vladar je pred imenovanjem morao da izreče ime (tetragramaton).
Uverenost u mesijanstvo je bila tako velika, da je većina novih kraljeva do kraja života cenila i verovala u Šabetaja Cvija, čak i kada je prešao u Islam i Sabatijanstvo zamrlo. Ni prosjak Abraham Rubijo nije hteo da proda svoju krunu (kraljevski naziv) bogatim.

## Spoljašnje veze
- Video prezentacija dr. Henrija Abramsona o Šabetaju Cviju
- Šabetaj Cvi, Jevrejska Enciklopedija
- Šabetaj Cvi Jevrejska Virtualna Biblioteka